# Odontotermes

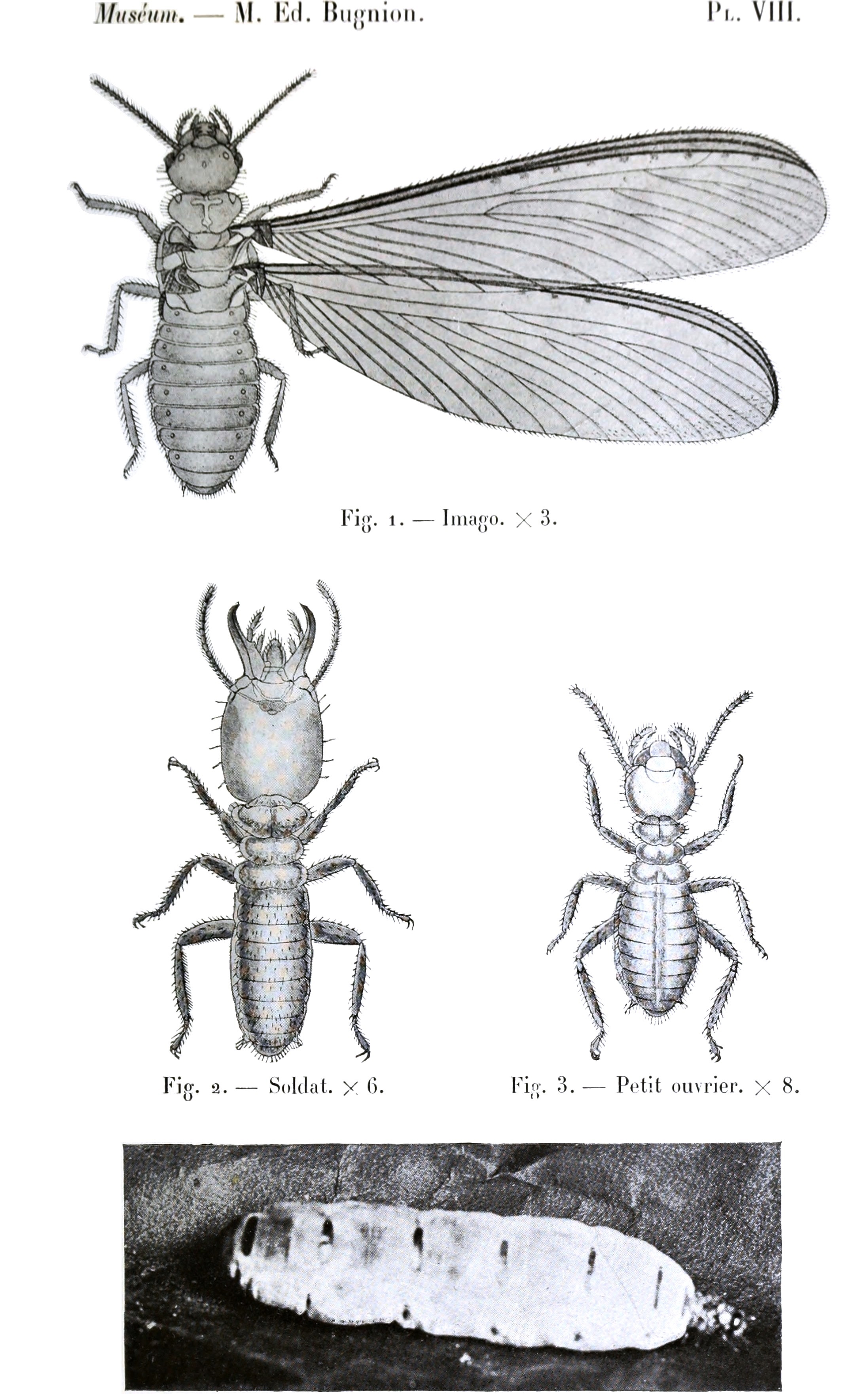
Имаго, солдат, рабочий и королева O. horni

Odontotermes  (лат.) — род термитов подсемейства Macrotermitinae из семейства Termitidae. Более 200 видов.

## Распространение
Встречаются, главным образом, в тропиках и субтропиках Старого Света.

## Описание
Широко известны как термиты, выращивающие грибы. Как вредители они наиболее разрушительны для деревянных домов и являются сельскохозяйственными вредителями в тропиках и субтропиках Африки и Азии.
Левая мандибула имаго (крылатых самцов и самок) с 3-м маргинальным зубцом, имеющим передний край вдвое и более длинным заднего края; верхняя губа с поперечной полосой (кроме Sphaerotermes). Кишечник рабочих с раздельно с ним соединёнными 4 мальпигиевыми сосудами.

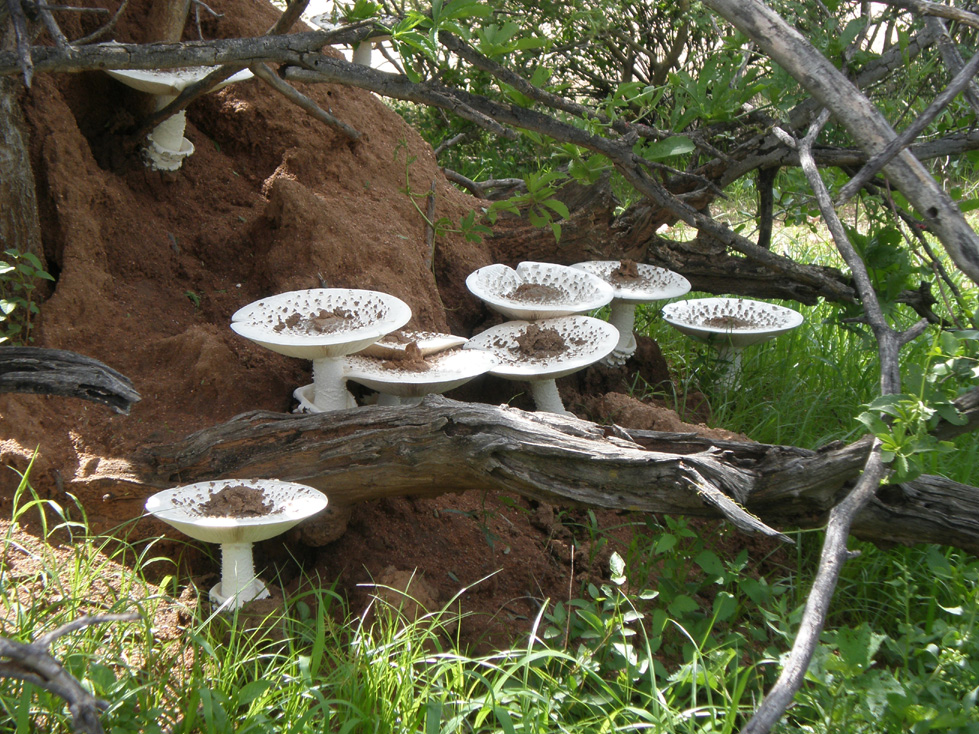
Термитомицеты.

Образуют симбиотические связи с грибами базидиомицетами Termitomyces, которые образуют сады в термитниках. Гнездятся в почве и надземных постройках крупных размеров.
Формула шпор голеней: 3-2-2. Солдаты мономорфные.
Некоторые виды Odontotermes серьёзные вредители агрокультур.

## Гнёзда
Их подземные гнезда термитники образуют небольшой холмик над землей, который может быть покрыт травой. В больших колониях насыпи могут достигать 6 м в диаметре и могут быть покрыты кустарниками и деревьями. Некоторые виды строят открытые дымоходы или вентиляционные отверстия, спускающиеся в насыпь. Грибной сад покрыт толстым слоем глины.

## Биология
Их единственная пища — это гриб, выращенный в грибном саду в центре гнезда. Гриб культивируют на субстрате из древесины, коры, опада из листьев, сухого помёта и мёртвой травы. Они замазаны цементоподобным веществом там, где они были найдены, что облегчает дневную добычу пищи. Виды Odontotermes вносят основной вклад в разложение растительной подстилки. Грибы Termitomyces reticulatus обнаружены в ассоциации с термитами O. badius и O. transvaalensis в Африке.

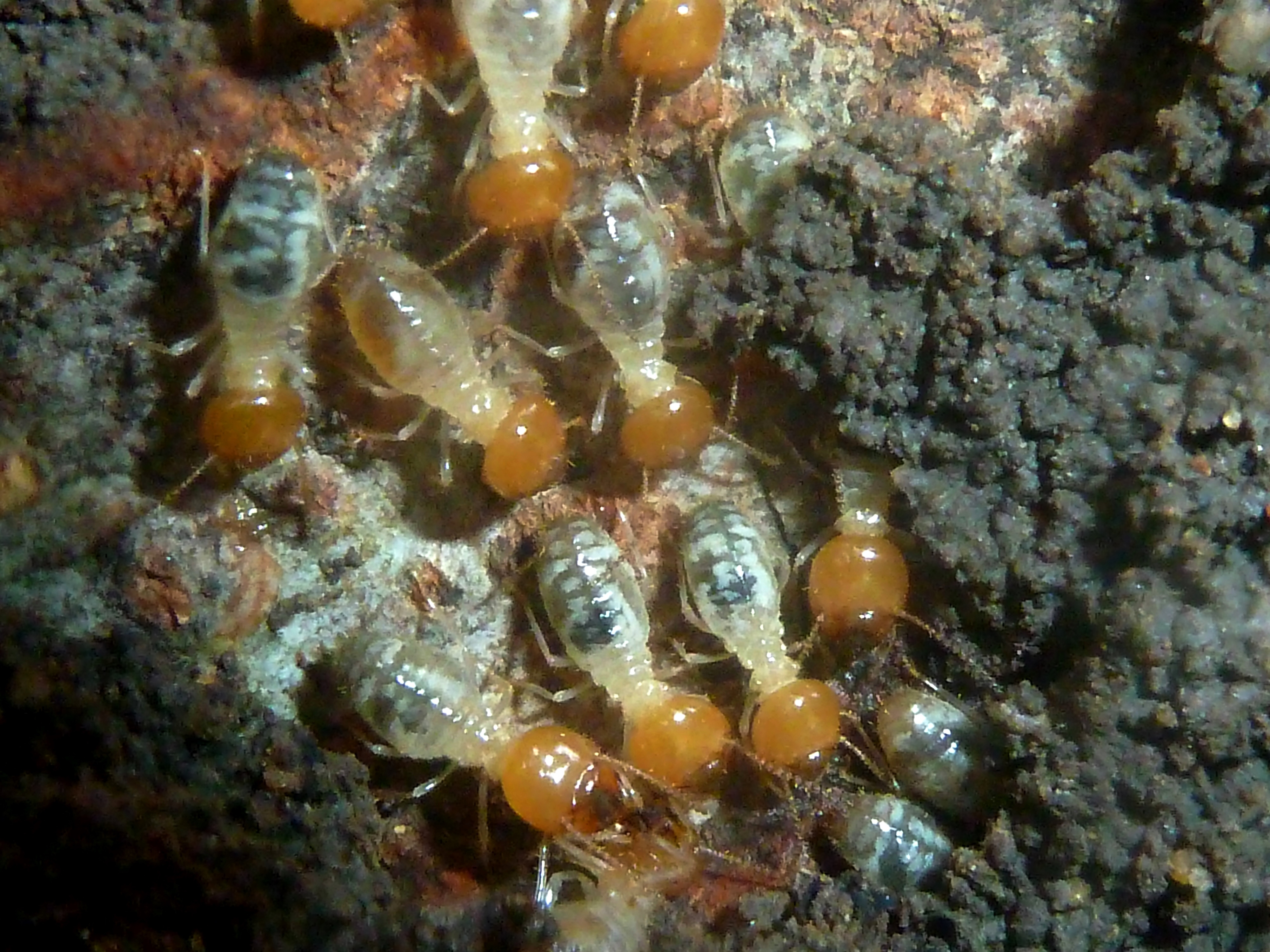
Рабочие Odontotermes badius
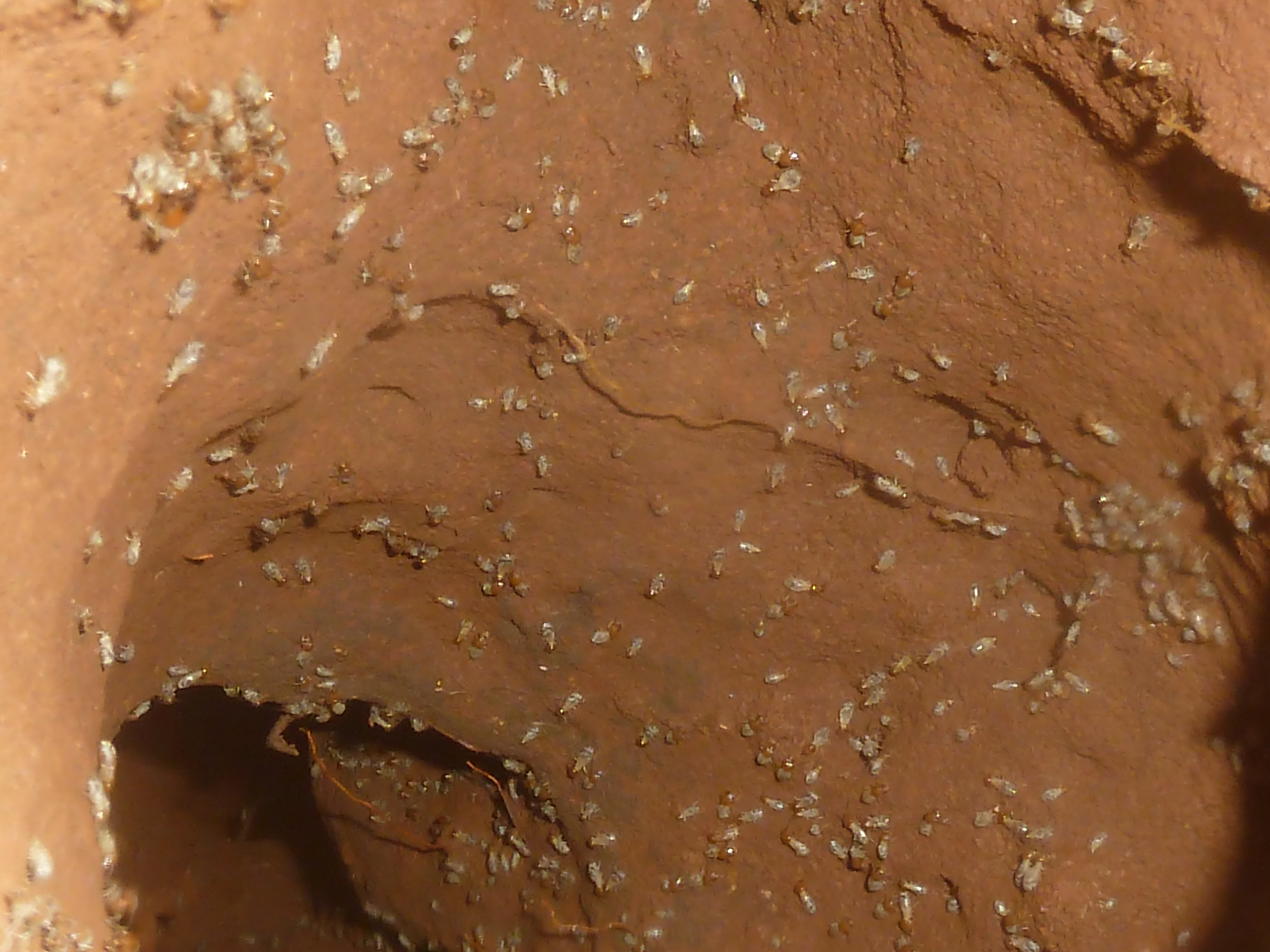
Рабочие в вентиляционном туннеле
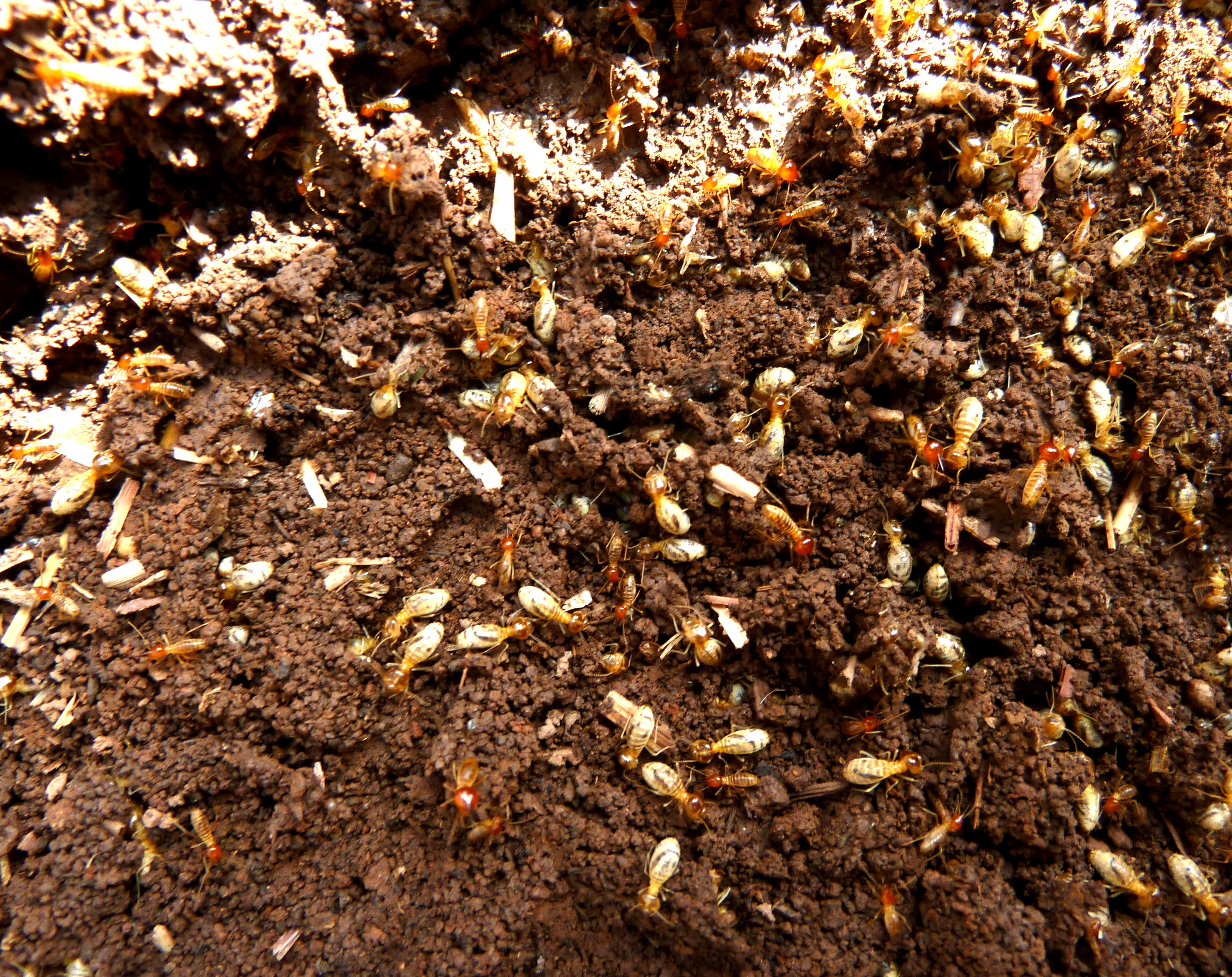
Odontotermes badius

## Систематика
Около 200 видов. Род был впервые выделен в 1912 году
- Odontotermes assmuthi Holmgren, 1913 — Южная Азия
- Odontotermes badius (Haviland, 1898) — Африка
- Odontotermes ceylonicus (Wasmann, 1902) — Южная Азия
- Odontotermes escherichi Holmgren, 1911 — Южная Азия
- Odontotermes feae (Wasmann, 1896) — Южная Азия
- Odontotermes formosanus (Shiraki) — Южная Азия
- Odontotermes globicola (Wasmann, 1902) — Южная Азия
- Odontotermes horni (Wasmann, 1902) — Южная Азия
- Odontotermes koenigi (Desneux, 1906) — Южная Азия
- Odontotermes latericius (Haviland, 1898) — Африка
- Odontotermes obesus (Rambur) — Южная Азия
- Odontotermes preliminaris (Holmgren, 1911) — Южная Азия
- Odontotermes redemanni (Wasmann, 1893) — Южная Азия
- Odontotermes taprobanes (Walker, 1853) — Южная Азия
- Odontotermes transvaalensis (Sjöstedt, 1902) — Африка
- Odontotermes wallonensis Wasmann — Южная Азия
- другие